# Російська Вікіпедія
Російська Вікіпедія (рос. Русская Википедия) — російськомовний розділ Вікіпедії, багатомовної інтернет-енциклопедії, яку може редагувати кожен. Заснована 11 травня 2001 року. Це один із десяти найбільших мовних розділів Вікіпедії — на сьогодні в ньому налічується 2 056 070 статей різної тематики. За цим показником російська Вікіпедія посідає 7-е місце серед всіх мовних розділів та перше серед Вікіпедій слов'янськими мовами. У серпні 2013 року за відвідуваністю мовний розділ був на четвертому місці, поступаючись англійському, японському та іспанському розділам. Щомісячно статті російської Вікіпедії переглядають понад мільярд разів[джерело?].
Назва «російська» означає не приналежність до етносу або держави, а лише мову, якою написано статті. Також вживаються точніші назви — «російськомовна Вікіпедія» та «Вікіпедія російською мовою». Вживається також скорочення «ру-вікі» та «росвікі».

## Історія

### Створення
Перша стаття російської вікіпедії була створена 24 травня 2001 року. Вона називалася Росія (рос. Россия). Її перший текст був: «Росія — велика країна» (рос. «Россия — великая страна»).
Протягом 29 вересня—16 жовтня 2001 на головній сторінці проєкту з'явилася фраза «Росія — батьківщина слонів (вухатих, підвищеної прохідності — див. мамонт)» (рос. «Россия — родина слонов (ушастых, повышенной проходимости — см. мамонт)»), яка знаходилася там понад рік. Станом на 31 грудня того ж року внаслідок відсутності активних учасників у проєкті налікувалося лише 7 статей.

### Серед десяти найбільших

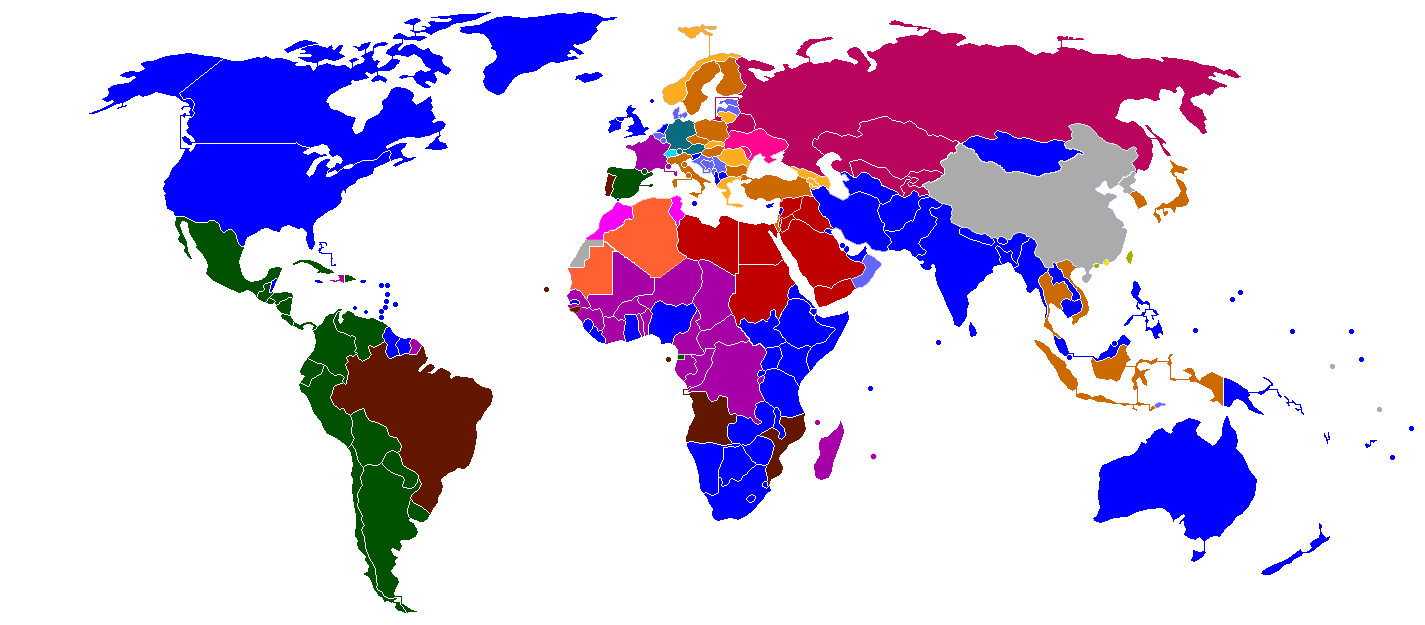
Домінування різних мовних розділів Вікіпедії за відвідуваністю в країнах світу.
Синім кольором позначено англійську Вікіпедію, зеленим — іспанську, фіолетовим — французьку, малиновим — російську, коричневим — португальську, блакитним — німецьку, жовтим — китайську, помаранчевим — інші (домінують, як правило, в одній країні)
Світлим кольором позначено країни у яких відвідуваність даного розділу становить менше 50 % відвідуваності всіх розділів Вікіпедії.

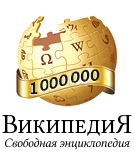
Логотип російської Вікіпедії 11 травня 2013 року

Російська Вікіпедія 19 травня 2008 року обігнала шведський розділ за кількістю написаних статей — понад 283 тисячі й увійшла до десятки найбільших мовних розділів Вікіпедії, посівши місце біля логотипу (відомого як «глобус з пазлів») на головній сторінці порталу Wikipedia.org. 20 жовтня 2011 року російська Вікіпедія обійшла за кількістю статей японську і стала найбільшим серед мовних розділів, що не використовують латину. Починаючи з 2010 року дослідження Фонду Вікімедіа відмічають унікальну динаміку розвитку російської Вікіпедії: в той час, як в інших великих Вікіпедіях спостерігається уповільнення зростання числа учасників і зниження темпів написання статей, проєкт російською мовою активно розвивається як за показниками кількості, так і за показниками якості.
24 лютого 2013 року Російська Вікіпедія обігнала Іспанську з 971 955 статтями, зайнявши в загальному обліку розділів 6 місце.
11 травня 2013 року була написана мільйонна стаття.
17 травня 2013 року, внаслідок корекції статистики, було з'ясовано, що іспанська вікіпедія має більше мільйона статей і таким чином виходить на 6 місце у світі, а російська вікіпедія здає позиції й переноситься на 7 місце.
Деякою мірою зростання кількості статей Російської Вікіпедії було підкріплено ботозаливками. За даними спеціального вікіпроєкту, ботами було залито десятки тисяч статей про населені пункти Німеччини, України, Іспанії, Бразилії та інших країн, близько 20 тисяч статей про річки Росії тощо.
Російська Вікіпедія є найбільшою російською універсальною енциклопедією, значно перевершуючи сучасну Велику енциклопедію «Терра» (у якій 160 000 статей), Енциклопедичний словник Брокгауза і Єфрона (121 240 статей в 31 томі) і Велику радянську енциклопедію (95 279 статей).
Серед статей російської Вікіпедії є багато перекладів з україномовної Вікіпедії. З них статус добрих в російській Вікіпедії отримали статті Малярія, Галицько-Волинське князівство, Битва за Іодзіму, Бразильська імперія, Старіння, Софіївка (дендропарк), Політ птахів, Дивна війна, Вільгельм Ґустлофф (корабель).

## В Україні

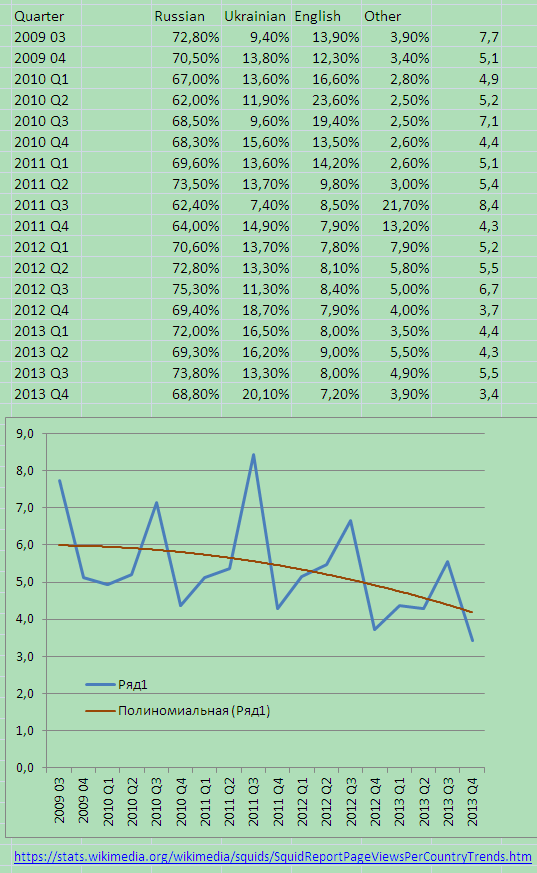
Динаміка популярності російської Вікіпедії в Україні за 2009—2013 роки

Хоча російська Вікіпедія досі є найбільш відвідуваною в Україні, її популярність відносно української Вікіпедії зменшується, через наповнення і покращення української версії.
У січні 2016-го, російську Вікіпедію з території України переглядали в 4,6 разів частіше за українську Вікіпедію, у січні 2017-го — в 3,4 рази частіше, у січні 2018-го — у 2,9 рази частіше, у січні 2019-го — у 2,6 рази частіше, у січні 2020-го — у 2,4 рази частіше, у січні 2021-го — у 2 рази частіше. Екстраполяція показує, що у 2025 в Україні відвідуваність української Вікіпедії буде вищою за відвідуваність російської.
У жовтні 2022-го частка російської Вікіпедії впала до 45 % (100 мільйонів переглядів), а частка української Вікіпедії зросла до 40 % (90 мільйонів переглядів). Розрив між російською й українською скоротився з 49 млн до 10 млн переглядів.

## Нагороди й премії

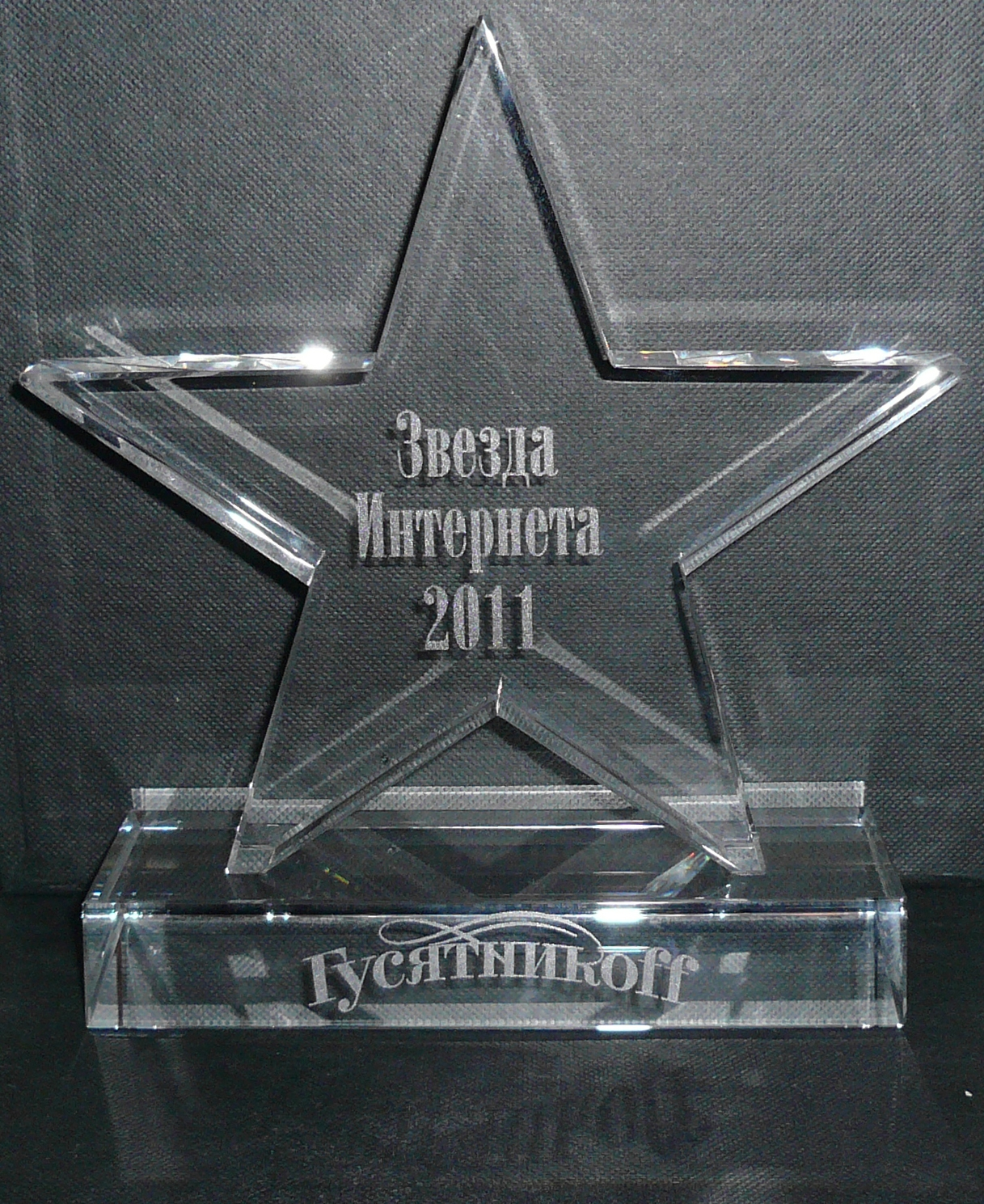
Приз «Зірка Інтернету» (2011)

### Премія Рунету
- Премія Рунету — 2017 (23 листопада 2017)
- Премія Рунету — 2007 (27 листопада 2007)
- Премія Рунету — 2006 (29 листопада 2006)

### РОТОР і РОТОР++
- РОТОР-2007 (березень 2007). Російська Вікіпедія зайняла два почесні другі місця, в номінаціях «Інтернет-співтовариство року», поступившись проєкту «Хабрахабр» (http://habrahabr.ru/ [Архівовано 21 травня 2008 у Wayback Machine.]), і «науково-освітній сайт року», поступившись проєкту «Навколо світу». Всього проголосувало трохи більш як 220 чоловік.
- РОТОР-2006 (2006). Російська Вікіпедія зайняла друге місце в номінації «науково-освітній сайт року», поступившись проєкту «Математичні етюди». У голосуванні взяла участь 141 людина.
- РОТОР++ (2005). У Вікіпедії друге місце в номінації «науково-освітній сайт року», перше — у сайту «Элементы.ру».

### Золотий сайт
- Золотой сайт — 2007 (6 грудня 2007). Російська Вікіпедія стала лауреатом в номінації «Класика».

## Страйк спільноти

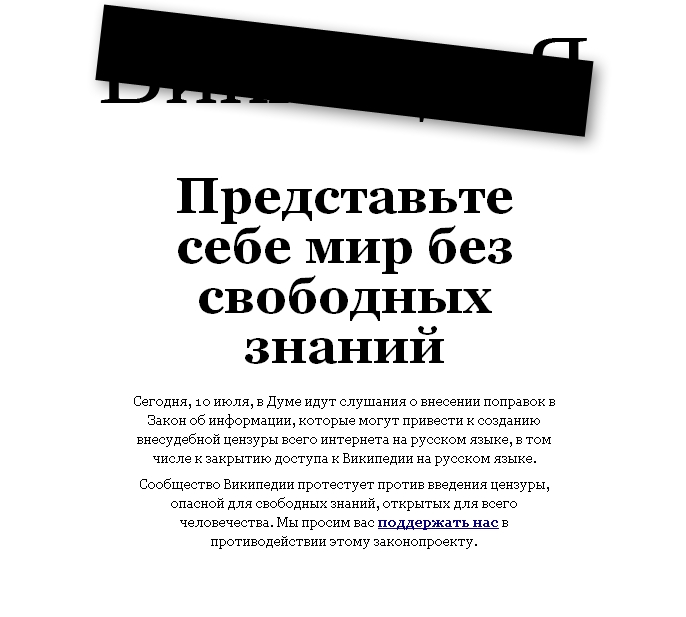
Так виглядала російська Вікіпедія 10 липня

Російськомовний розділ Вікіпедії припинив роботу близько 00:30 в ніч на 10 липня 2012 року на одну добу на знак протесту проти законопроєкту № 89417-6, який розглядається у Державній Думі Росії. Повна назва законопроєкту — проєкт Федерального закону Російської Федерації «Про внесення змін до Федерального закону „Про захист дітей від інформації, що шкодить їхньому здоров'ю та розвитку“ та окремі законодавчі акти Російської Федерації з питання обмеження доступу до протиправної інформації в мережі Інтернет». На думку користувачів, цей законопроєкт обмежує свободу інформації в Інтернеті, що може призвести зокрема і до обмеження доступу до Вікіпедії.

## Конфлікти з Роскомнадзором
У серпні 2015 року наявність статті про чарас у російській Вікіпедії стала приводом конфлікту між Роскомнадзором і шанувальниками Вікіпедії. Так, 18 серпня 2015 року Роскомнадзор, пославшись на рішення Чорноярського районного суду Астраханської області від 25 червня 2015 року,
зажадав від адміністрації Вікіпедії видалити статтю «Чарас». На думку прокурора Чорноярського району, який звернувся до суду, у статті була «текстова інформація, що демонструє спосіб приготування наркомісткої речовини». Судом інформація статті була визнана забороненою до розповсюдження на території Російської Федерації як пропаганда наркотичних засобів відповідно до частин 1 і 2 статті 46 федерального закону від 08.01.1998 № 3-ФЗ «Про наркотичні засоби і психотропні речовини».
У Вікіпедії, за результатами обговорення серед учасників проєкту, було прийнято рішення не видаляти статтю. За словами виконавчого директора Вікімедіа РУ Станіслава Козловського, «Та частина статті, яка викликала нарікання суду, була взята зі сторінки Організації Об'єднаних Націй, іншу інформацію ми брали з фармакологічних довідників, але до них претензій від Роскомнадзора не надходить». Він також зазначив, що «якщо держава в особі Роскомнадзора вирішила заблокувати» Вікіпедію", то так тому і бути. У нас схожа ситуація в Китаї, Сирії, Ірані та Саудівській Аравії". Директор «Вікімедіа РУ» Володимир Медейко також нагадав, що сервери «Вікіпедії» знаходяться в Каліфорнії і на них поширюються закони цього американського штату.
24 серпня 2015 року, Роскомнадзор направив на блокування операторами зв'язку покажчик сторінки сайту російськомовної Вікіпедії, що містить «заборонену інформацію про наркотичну речовину». Оскільки інтернет-енциклопедія працює по захищеному протоколу https, провайдери не зможуть блокувати окремі сторінки, тому блокування однієї статті може призвести до блокування всієї Вікіпедії на території Росії. Однак уже 25 серпня на сайті Роскомнадзора
з'явилося повідомлення про те, що «інформація, визнана судом забороненою, була відредагована. Стаття про наркотичну речовину „Чарас“, що міститься зараз у „Вікіпедії“, згідно з експертним висновкам ФСКН Росії, не порушує вимог законодавства» і «зазначене в даному рішенні суду посилання виключене з Єдиного реєстру забороненої інформації».
27 червня 2023 року, в Росії, в тестовому режимі, запущено бета-версію енциклопедії під назвою Рувікі. Питання про необхідність створення місцевої цифрової енциклопедії в РФ підіймалося давно, адже відома в усьому світі Вікіпедія — не влаштовувала російську владу, оскільки вона відмовлялася видаляти неугодні правлячому режиму матеріали. Зокрема, сторінки про війну в Україні та про воєнні злочини Росії.

## Критика

Логотип російської Вікіпедії 1 квітня 2020

На думку російського лінгвіста Максима Кронгауза, російська Вікіпедія поступається англійській практично в усьому. У 2013 році Кронгауз відзначав спад в доопрацюванні розділу ентузіастами («то втомилися, чи то просто набридло») і переорієнтацію на класичні паперові енциклопедії минулого.

Якщо раніше це було досить цікаве інформаційне звалище, то сьогодні воно стає респектабельнішим. Цікаві (але неперевірені або взагалі неенциклопедичні) факти відкидаються, зате з'являється наукове (частіше псевдонаукове) теоретизування. У результаті втрачаються специфічні переваги, а рівень професійних енциклопедій залишається недосяжний. — Максим Кронгауз
В українській пресі неодноразово відзначалось, що статті російської та української Вікіпедії, пов'язані з російсько-українськими конфліктами, суттєво відрізняються

.
В деяких ЗМІ з'являлася інформація про редагування російськими чиновниками статті про збитий Боїнг 777 біля Донецька.